# U-741
Unterseeboot 741 foi um submarino alemão do Tipo VIIC, pertencente a Kriegsmarine que atuou durante a Segunda Guerra Mundial.

## Comandantes
| Comandante             | Data                                       |
| ---------------------- | ------------------------------------------ |
| Oblt. Gerhard Palmgren | 10 de abril de 1943 - 15 de agosto de 1944 |

## Subordinação
Durante o seu tempo de serviço, esteve subordinado às seguintes flotilhas:
| Período                                      | Flotilha                                  |
| -------------------------------------------- | ----------------------------------------- |
| 10 de abril de 1943 - 31 de outubro de 1943  | 8. Unterseebootsflottille (treinamento)   |
| 1 de novembro de 1943 - 15 de agosto de 1944 | 1. Unterseebootsflottille (serviço ativo) |

## Operações conjuntas de ataque
O U-741 participou das seguinte operações de ataque combinado durante a sua carreira:
- Rudeltaktik Coronel 1 (14 de dezembro de 1943 - 17 de dezembro de 1943)
- Rudeltaktik Sylt (18 de dezembro de 1943 - 23 de dezembro de 1943)
- Rudeltaktik Rügen 2 (23 de dezembro de 1943 - 28 de dezembro de 1943)
- Rudeltaktik Rügen 1 (28 de dezembro de 1943 - 7 de janeiro de 1944)
- Rudeltaktik Rügen (7 de janeiro de 1944 - 14 de janeiro de 1944)
- Rudeltaktik Preussen (7 de março de 1944 - 22 de março de 1944)